# Віденська угода (1864)
Віденська угода (дан. Freden i Wien; нім. Frieden von Wien) — мирна угода, підписана 30 жовтня 1864 у Відні між Австрією, Пруссією та Данією. Угода стала завершенням Другої війни за Шлезвіг. За умовами угоди Пруссія отримала Шлезвіг, а Австрія — Гольштейн. Суперечка за управління двома зазначеними провінціями продовжилась під час австро-прусської війни.